# Ayelén Mazzina
Ximena Ayelén Mazzina Guiñazú (San Luis, 20 de septiembre de 1989) es una profesora argentina de Ciencias Políticas. Fue secretaria de la Mujer, Diversidad e Igualdad del gobierno de San Luis entre 2019 y 2022 y se desempeñó como ministra de las Mujeres, Géneros y Diversidad del gobierno nacional desde 2022 hasta el 10 de diciembre de 2023, cuando el cargo fue disuelto tras la asunción de un nuevo gobierno.

## Biografía
Mazzina es profesora de Ciencias Políticas y tiene participación dentro del Partido Justicialista de San Luis, de la mano del gobernador Alberto Rodríguez Saá. Se define como lesbiana y militante LGBTIQ+. «Soy lesbiana, puntana y peronista».

### Concejal por laciudad de San Luis
Fue concejal y también congresal del PJ San Luis. Fue congresal titular del PJ Nacional.Ocupó la presidencia de las 64° y 65° Reuniones de la Mesa Directiva de la Conferencia Regional sobre la Mujer de América Latina y el Caribe y fue líder de la delegación Argentina en 2 Reuniones de Ministras del Mercosur, participó en diversos ciclos internacionales de intercambios de experiencias de políticas públicas en materia de género y diversidad, tanto en España (con la Cruz Roja y con autoridades del gobierno español), como en los Estados Unidos de América (con autoridades del Banco Mundial, Banco Interamericano de Desarrollo y el Departamento de Estado).
En el desempeño de su mandato como concejal presentó distintas ordenanzas importantes como la que establece la creación del Concurso Literario Anual, la creación del Archivo Histórico Digital de la Ciudad, el programa de concientización sobre la epilepsia, el programa de formación docente municipal, la Ordenanza que establece la capacitación obligatoria en materia de los derechos de los niños.
En 2019, encabezó la lista de candidatos a diputados nacionales por el Frente Unidad Justicialista, junto a Carlos Ybrhain Ponce, como parte del Frente de Todos, en las elecciones que llevaron a la presidencia a Alberto Fernández.

### Secretaria de Mujeres, Diversidad e Igualdad de laprovincia de San Luis
Ocupó el cargo entre 2019 y 2022. Fue una de las impulsoras de la Ley de Paridad de Género que se aprobó en su provincia en 2020. Fue una de las organizadoras del Encuentro Plurinacional de Mujeres, Lesbianas, Travestis, Trans, No Binaries e Intersex que se organizó en la provincia de San Luis en octubre de 2022,
Mazzina fue una de las organizadoras del Encuentro Plurinacional de Mujeres, Lesbianas, Travestis, Trans, No Binaries e Intersex.

## Ministra de las Mujeres, Géneros y Diversidades
Al ser nombrada ministra, la despenalización de aborto que había formado parte de la agenda de gobierno y de la plataforma electoral de Alberto Fernández y fue sancionada en 2020 con el apoyo mayoritario del oficialismo.. Luego de su asunción al cargo, Mazzina explicó que había cambiado de posición.Ocupó la presidencia de las 64° y 65° Reuniones de la Mesa Directiva de la Conferencia Regional sobre la Mujer de América Latina y el Caribe y fue líder de la delegación Argentina en 2 Reuniones de Ministras del Mercosur, participó en diversos ciclos internacionales de intercambios de experiencias de políticas públicas en materia de género y diversidad, tanto en España (con la Cruz Roja y con autoridades del gobierno español), como en los Estados Unidos de América (con autoridades del Banco Mundial, Banco Interamericano de Desarrollo).
Durante su gestión, se destinó más del 90% del presupuesto a la «Formulación de Políticas contra la Violencia por Razones de Género (PPG)». El gobierno de Milei ha tomado posiciones abiertamente antifeministas,como el cierre del Ministerio,la prohibición del lenguaje inclusivo y la perspectiva de género en la administración pública  y la intención de cerrar el Instituto Nacional contra la Discriminación, la Xenofobia y el Racismo. 

Tras el fin de su mandato, las funciones del ministerio pasaron al ámbito del Ministerio de Justicia y fue definitivamente disuelto en junio de 2024 por el ministro Mariano Cúneo-Libarona.

Ha diseñado políticas públicas nacionales en materia de políticas de género, igualdad y diversidad, junto a protocolos contra el acoso. Desde el ministerio ha desarrollado como ejes principales incluyen la prevención y erradicación de las violencias de género, con enfoque en la asistencia a las víctimas. El segundo se enfoca en las políticas públicas nacionales destinadas a impulsar la impulsar la autonomía de las mujeres y las personas LGTBI+

### Controversia por Fabiola Yáñez
Fabiola Yáñez declaró que, durante el caso de violencia de género del expresidente Alberto Fernández.